# Immeuble d'intérêt public (Portugal)
Un bien est considéré d'intérêt public quand sa protection et sa valorisation respective représentent une valeur culturelle d'importance nationale, mais pour lequel le régime de protection inhérent au classement d'intérêt national est disproportionné. (Art.15º,16º,18º)

## Exemples

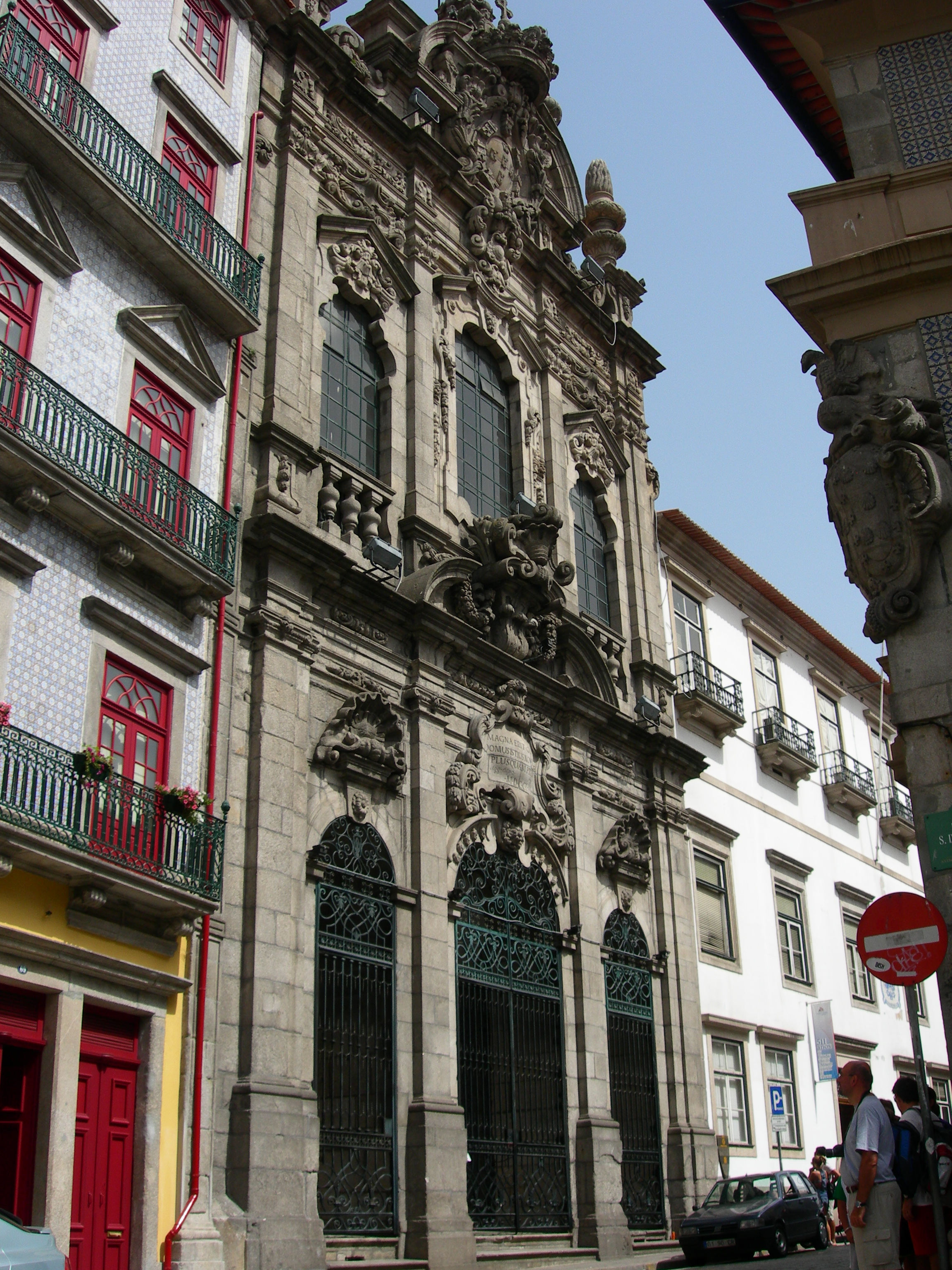
Façade de l'église de la Miséricorde de Porto.
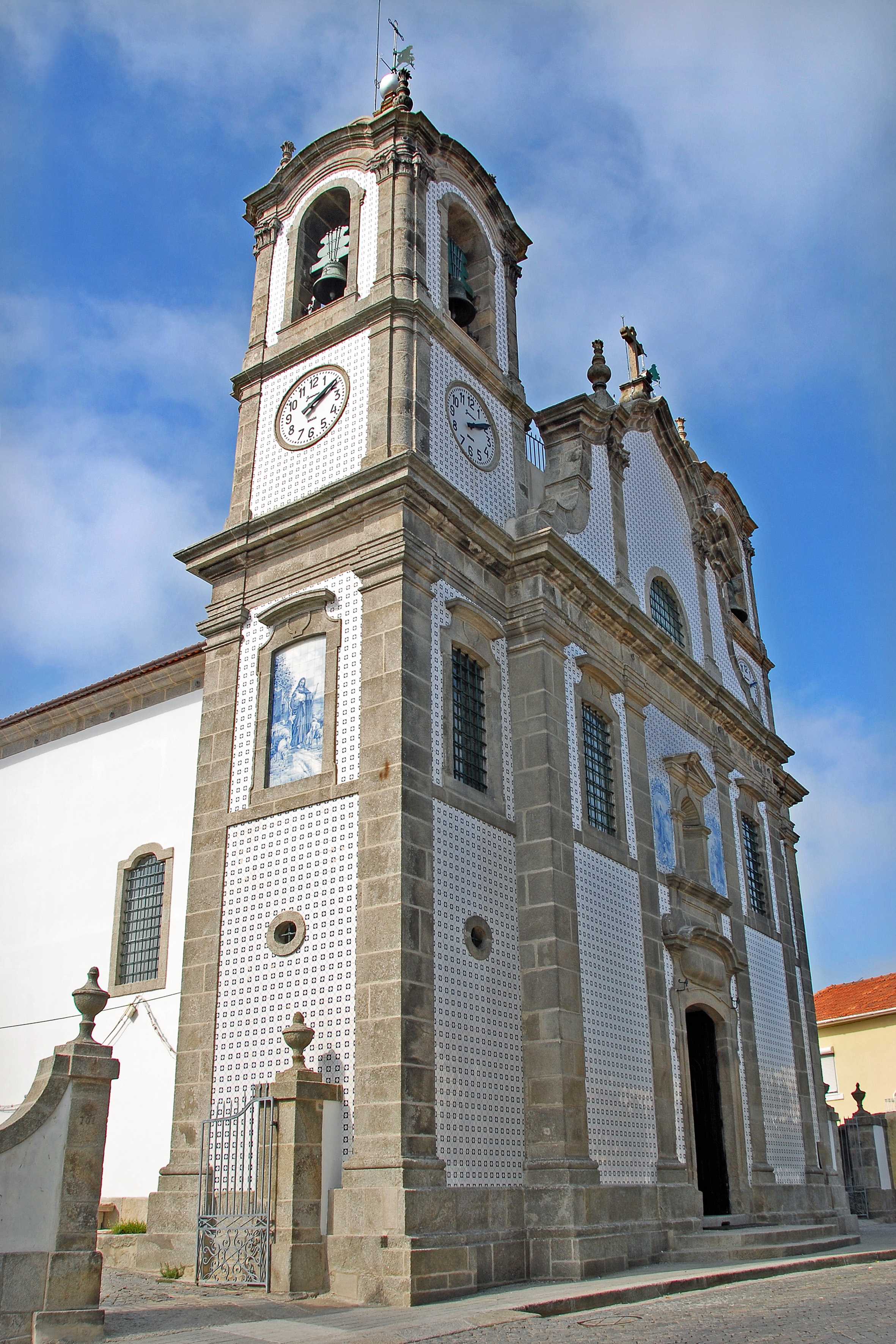
Église Saint-Martin de Lordelo, à Porto.
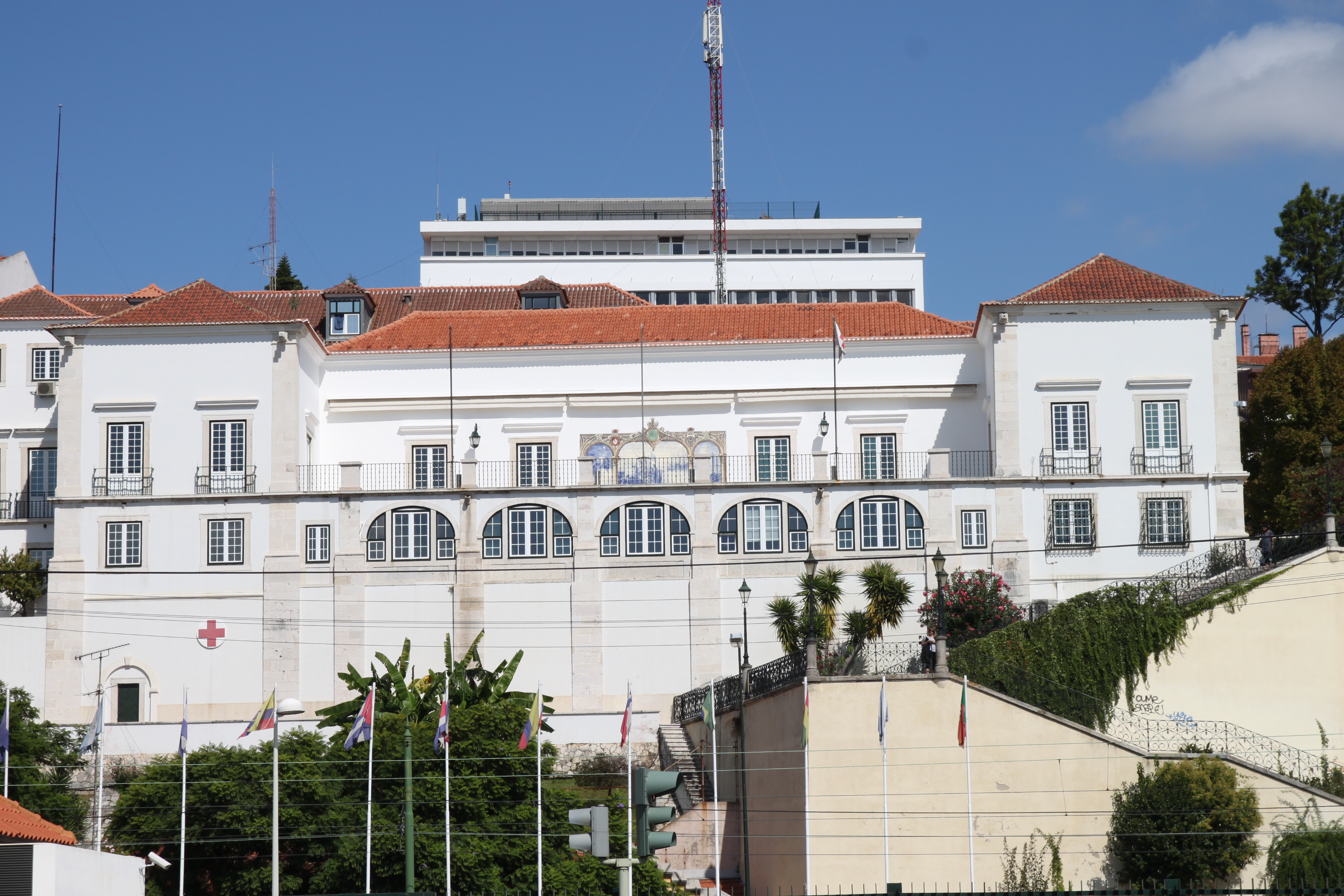
Palais des comtes d'Óbidos, près de Lisbonne.
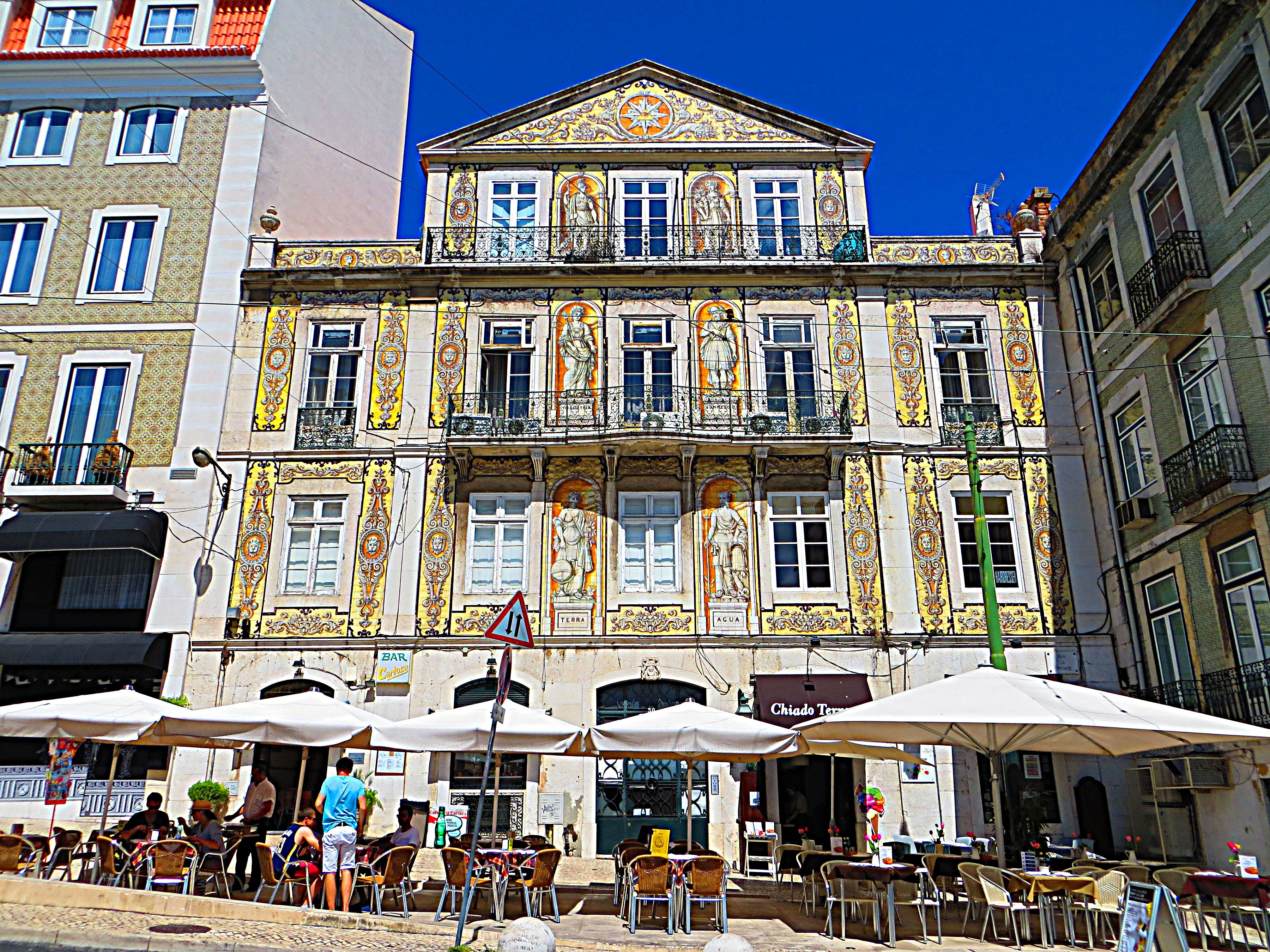
Casa do Ferreira das Tabuletas à Lisbonne.
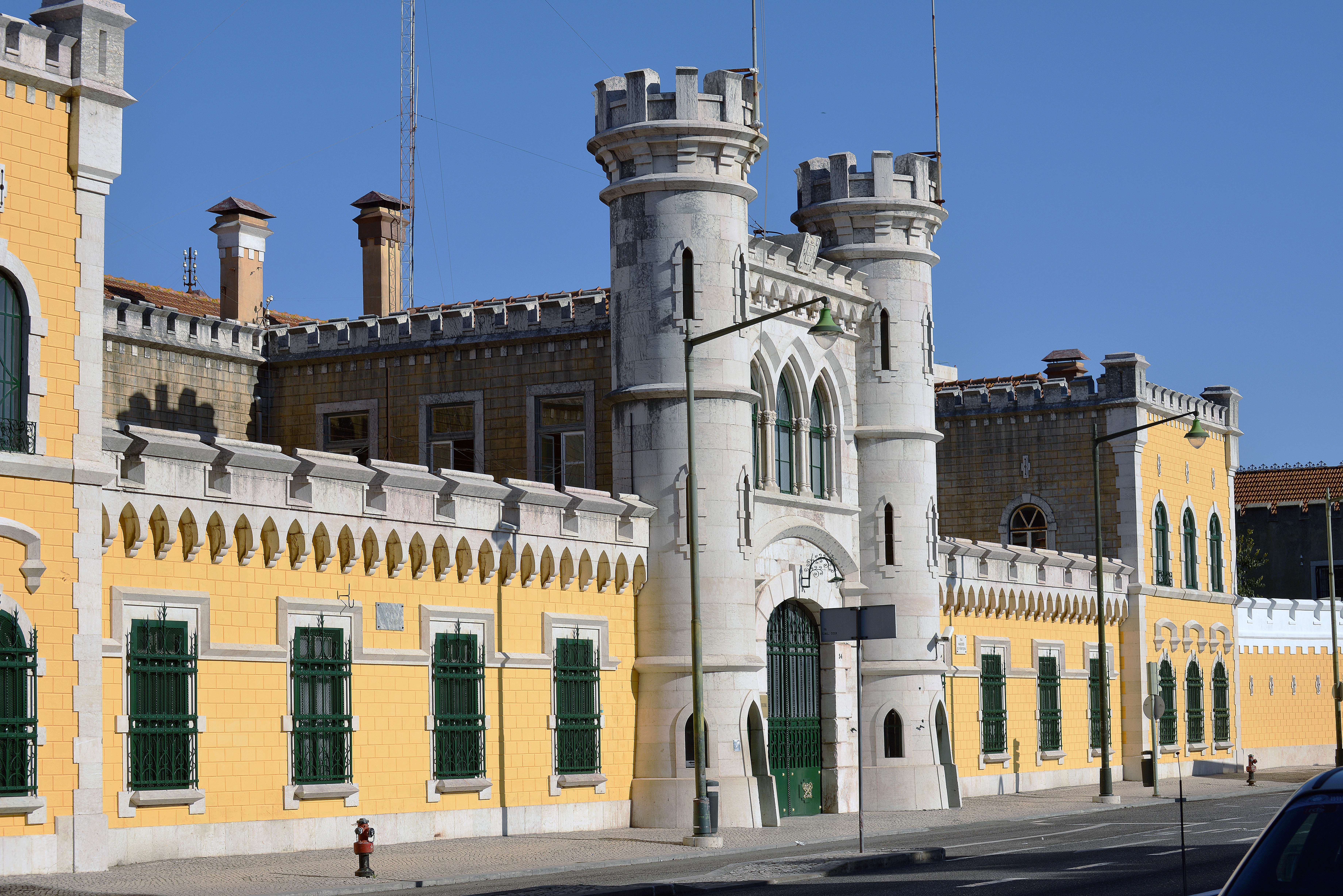
L'établissement pénitentiaire de Lisbonne.